# Filip Larsson
Filip Larsson, död i landsflykt. Filip Larsson var dotterson till Birger brosas son Filip Birgersson (Bjälboätten), jarl av Norge.
Enligt Hakonarsagan gifte sig Filip med den svenske konungen Knut Långes änka Helena Pedersdotter Strange och stödde sin styvson folkungen Holmger Knutsson. Filip Larsson dömdes fredlös efter slaget vid Sparrsätra 1248, varefter han gick i landsflykt.
Troligen är Filip Larsson identisk med den Filip som i ett brev av 1282 uppges för länge sedan ha fått sina gods indragna på grund av stämplingar mot konungens liv.

### Fotnoter
1. ↑  ”Folkungaätten”. Svenskt biografiskt lexikon. http://sok.riksarkivet.se/sbl/Presentation.aspx?id=13739. Läst 22 mars 2014.
2. ↑  ”Holmger Knutsson”. Svenskt biografiskt lexikon. http://sok.riksarkivet.se/sbl/Presentation.aspx?id=14301. Läst 22 mars 2014.